# Kilomberovävare
Kilomberovävare (Ploceus burnieri) är en fågel i familjen vävare inom ordningen tättingar.

## Utseende och läten
Kilomberovävaren är en medelstor, grön och gul vävare. Hanen är bjärt gul på nacken och undersidan, med kontrasterande svart ögonmask som till skillnad från liknande arter sträcker sig endast till ögat och ner på strupen. Runt masken syns en kastanjebrun kant. Ögonen är mörka. Honan är mer färglös och saknar det svarta i ansiktet. Benen är brunskära. Liknande nordlig maskvävare är mindre bjärt guldgul och har mer kastanjebrunt runt ögonmasken. Lätena är gnissliga och sträva likt andra vävare.

## Utbredning och systematik
Fågeln förekommer enbart i sydöstra Tanzania, i flodbankar utmed Kilombero River). Den behandlas som monotypisk, det vill säga att den inte delas in i några underarter.

## Status och hot
Kilomberovävare har ett litet utbredningsområde och en liten världspopulation bestående av uppskattningsvis endast 2 500–10 000 vuxna individer. Den tros också minska i antal till följd av habitatförlust. Fågeln är därför upptagen på internationella naturvårdsunionen IUCN:s röda lista över hotade arter, kategoriserad som sårbar (VU).

## Namn
Fågelns vetenskapliga artnamn hedrar Éric Burnier, schweizisk läkare och naturforskare som enligt Baker & Baker som beskrev fågeln "gjorde oss uppmärksamma på denna vävare". Burnier var också den som gjorde den sensationella upptäckten av kabylnötväckan i Algeriet.